# Октябрьский мост (Омск)
Октябрьский мост (известный также как Горбатый) — мост, проходящий через реку Омь, в г. Омске.

## История
Мост был открыт 6 октября 1961 года. Строительством объекта занимался Мостопоезд № 413. Испытание проводила кафедра СибАДИ «Мосты». В 1991 году специалисты компании «Гипромостреконструкция» разработали проект капитального ремонта путепровода. Однако он был отклонён, так как требовался не капитальный ремонт, а полная реконструкция сооружения. Новым проектом занялись сотрудники кафедры «Мосты» и научно-производственного объединения «Мостовик». Работы предполагали как устроение важных недостатков объекта, так и сохранение его исторического облика. 2 августа 1996 года мост прошёл испытания, а 4 августа, в День города, был торжественно открыт.

## Интересные факты
- По правому берегу Оми для подъезда к мосту, при реконструкции была сделана эстакада, на которой расположена остановка общественного транспорта «Мост»  трамваев №1 и №4
- В августе 2023 года группа Vandal CatZ под мостом сняла музыкальный клип «Взлетаем вверх», который вышел на «Омском музыкальном канале».